# Великий Двор (Нюксенський район)
Вели́кий Двор (рос. Великий Двор) — присілок у складі Нюксенського району Вологодської області, Росія. Входить до складу Городищенського сільського поселення.

## Населення
Населення — 23 особи (2010; 44 у 2002).
Національний склад (станом на 2002 рік):
- росіяни — 100 %